# Convair CV-240

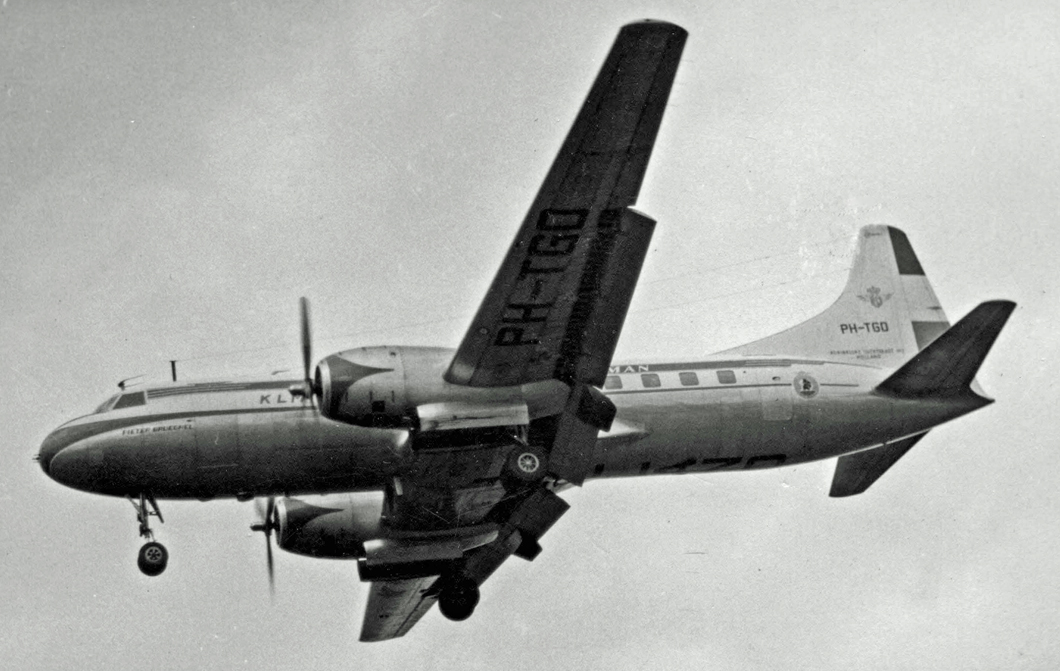
Convair 340 KLM

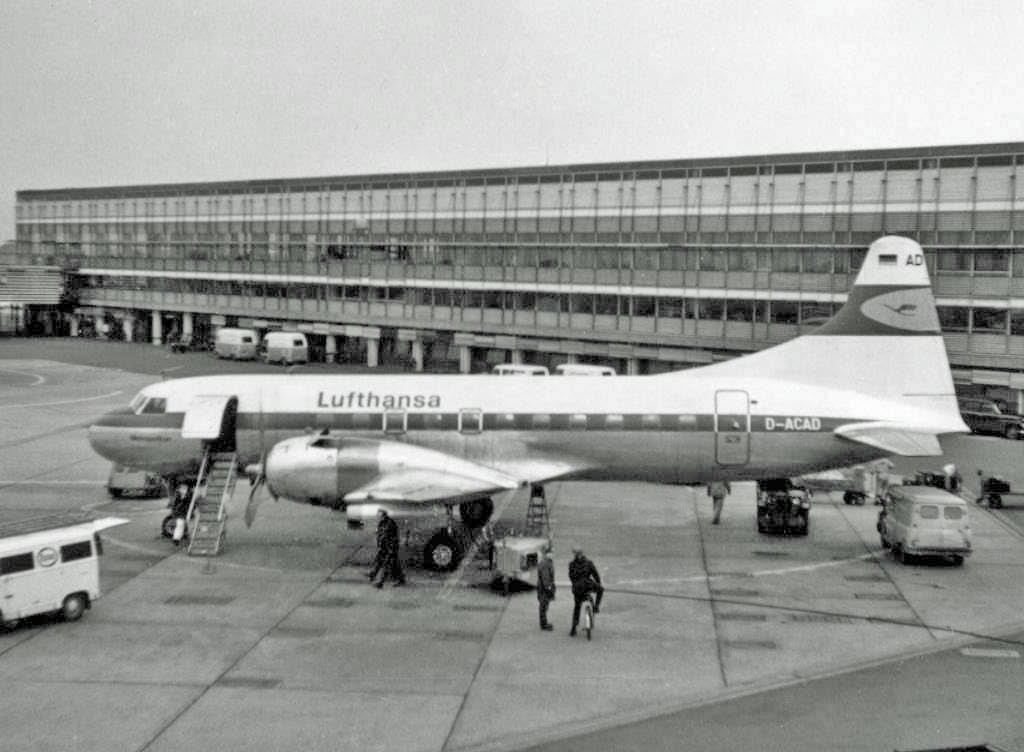
CV-440 Metropolitan należący do Lufthansy

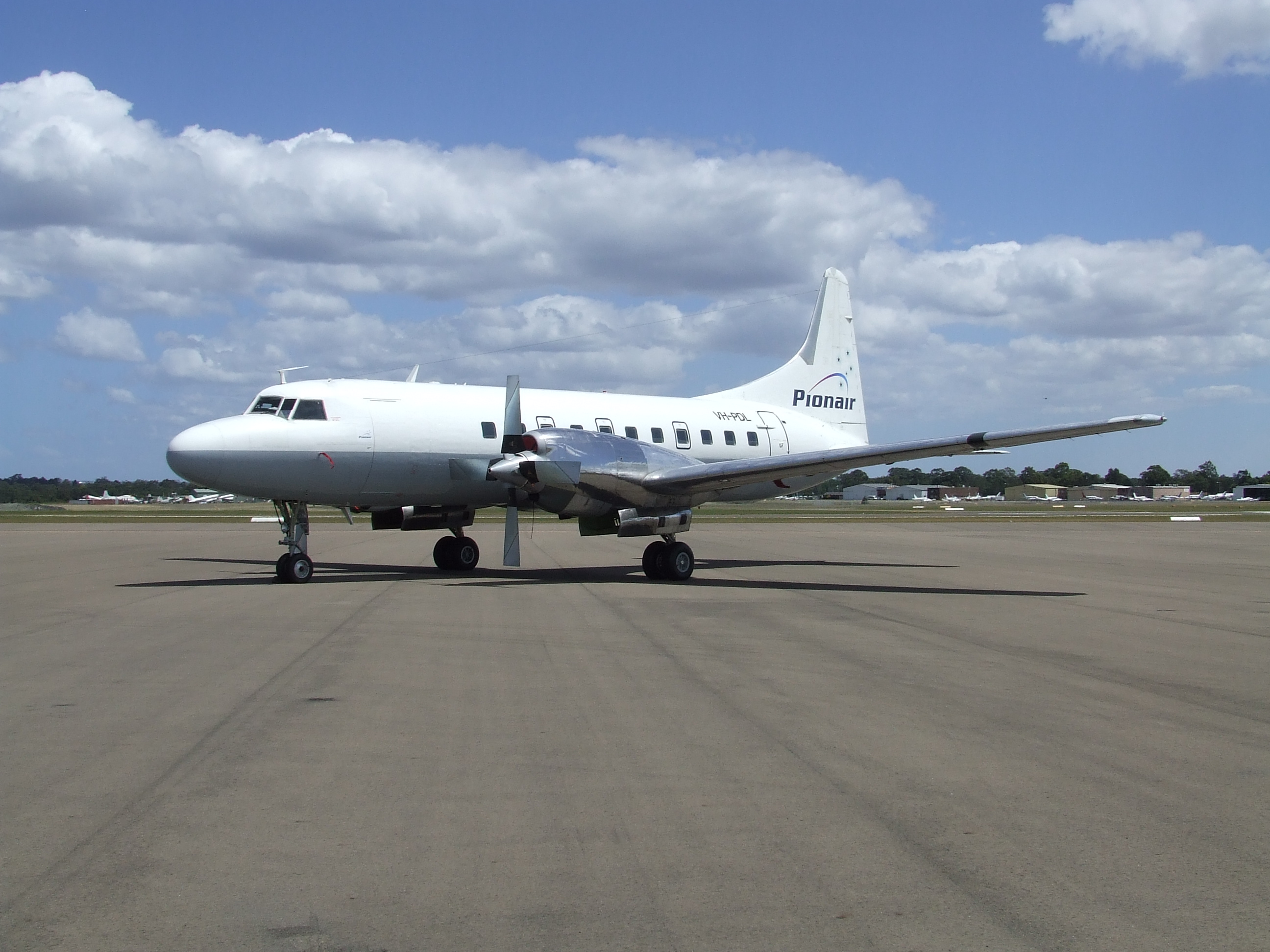
Convair 580

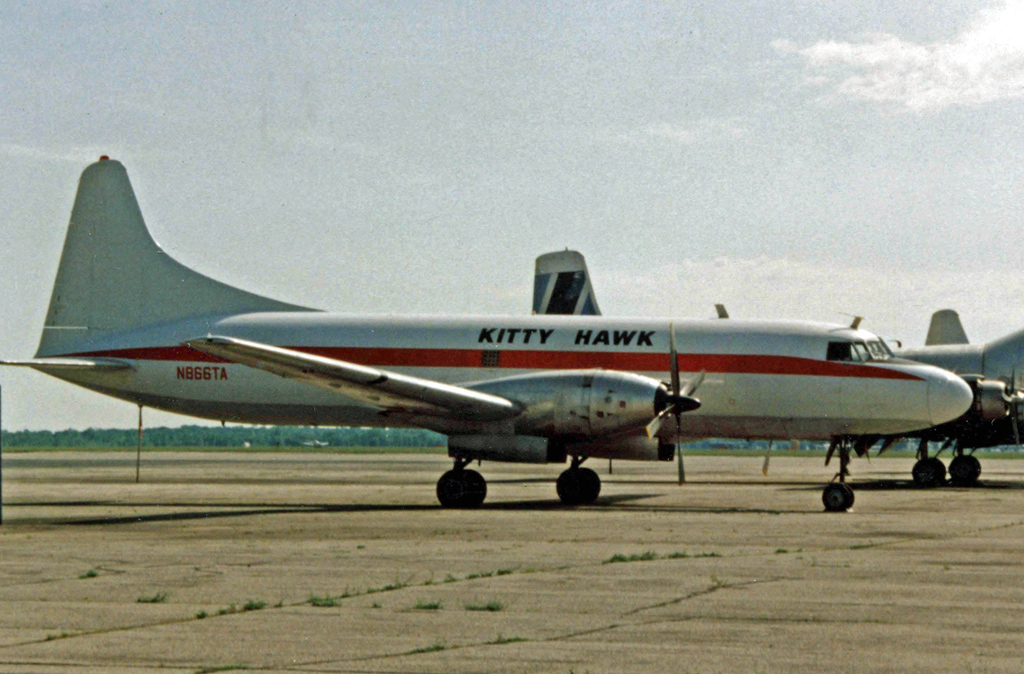
Convair 640

Convair CV-240 – amerykański samolot pasażerski produkowany przez przedsiębiorstwo Consolidated Vultee Aircraft Corporation (Convair) w latach 1947-1956.

## Historia
Wkrótce po zakończeniu II wojny światowej przedsiębiorstwo Convair, producent między innymi samolotów Consolidated B-24 Liberator i Convair B-32 Dominator, rozpoczęło przygotowania do wejścia na rynek samolotów pasażerskich. Maszyną, która miała to umożliwić był Convair Liner 240 (CV-240), który swój pierwszy lot wykonał z lotniska w San Diego 16 marca 1947 roku. Stał się on początkiem udanej serii samolotów, wykorzystywanych przez wielu operatorów na świecie. 28 lutego 1948 roku, pierwszy seryjny egzemplarz dostarczono liniom lotniczym American Airlines. 5 samolotów CV-240 było użytkowanych przez Polskie Linie Lotnicze LOT w latach 1957-1966, posiadały one znaki rejestracyjne: SP-LPA, SP-LPB, SP-LPC, SP-LPD i SP-LPE. Samoloty obsługiwały połączenie Warszawa – Londyn. Był to również pierwszy w Polsce samolot z półhermetyczną kabiną (umożliwiającą odbywanie przelotów na pułapie ok. 6000 m) mogącą pomieścić 40 pasażerów. 12 kwietnia 1958 roku, na skutek błędu w pilotażu, SP-LPB rozbił się na lotnisku Okęcie w Warszawie. Na skutek problemów z dostaniem części zamiennych do samolotów, zostały one sprzedane w 1966 roku.

## Konstrukcja (wersja podstawowa CV-240)
Samolot z 3-osobową załogą (dwóch pilotów i radiotelegrafista) przewoził 40 pasażerów w klimatyzowanej, ciśnieniowej kabinie. Wolnonośny dolnopłat napędzany dwoma 18-cylindrowymi silnikami tłokowymi z trójłopatowymi śmigłami. Zbiorniki paliwa umieszczone w skrzydłach miały 3780 dm³ pojemności. Usterzenie klasyczne, wolnonośne z długą płetwą grzbietową, podwozie trójpodporowe z kołem przednim. Przednia, dwukołowa goleń chowana do wnęki w kadłubie, podwozie główne również dwukołowe chowane do wnęk w gondolach silnikowych.

## Wersje

### Wersje cywilne
- CV-240-21 – wersja z silnikami turbośmigłowymi Allison T38, był to pierwszy pasażerski samolot z tego typu silnikami, który wykonał lot w Stanach Zjednoczonych (29 grudnia 1950), jednak z uwagi na problemy techniczne nie była rozwijana i przerobiono ją z powrotem na napęd tłokowy.
- CV-340 – wersja dla United Airlines, napędzana dwoma silnikami tłokowymi Pratt & Whitney R-2800-CB16 i płatem o powiększonej rozpiętości i wydłużonej długości kadłuba (o 1,37 m poprzez wstawienie dwóch nowych segmentów przed i za skrzydłami). Dzięki temu udało się zwiększyć liczbę przewożonych pasażerów do 44 osób. Pierwszy lot tej wersji odbył się 5 października 1951 roku, a rok później rozpoczęły się dostawy dla United Airlines.
- CV-440 Metropolitan – kolejna wersja rozwojowa z powiększoną prędkością przelotową, z nową izolacją akustyczną w kabinie pasażerskiej, możliwością zwiększenia liczby miejsc do 52 foteli, możliwością zamontowania radaru pogodowego w wydłużonej osłonie nosa. Pierwszy lot odbył się 6 października 1955 roku.
- CV-540 – wersja z silnikiem turbośmigłowym Napier Eland NE 1.1. Pierwszy lot samolotu z nowym napędem odbył się 8 lutego 1955 roku.
- CV-580 – zmodyfikowana wersja CV-340, modyfikacja polegała na wymianie silników tłokowych na silniki turbośmigłowe Allison 501 D13D/H.
- CV-600 – wersja CV-240 z silnikami turbośmigłowymi Rolls-Royce Dart.
- CV-640 – wersja 340 lub 440 z silnikami turbośmigłowymi Rolls-Royce Dart.
- CV-5800 – wydłużona wersja CV-580 z silnikami Allison 501-D22.

### Wersje wojskowe
- C-131 Samaritan – wersja transportowa CV-240 dla US Air Force.
- T-29A/B/C/D – wersja C-131 przeznaczona do szkolenia i treningu nawigatorów, bombardierów i radiooperatorów US Air Force.
- VD-131D – wersja US Air Force przeznaczona do przewozu ważnych osobistości.
- TC-131E – wersja US Air Force przeznaczona do szkolenia i treningu operatorów systemów walki radioelektronicznej.
- R4Y-1/R4Y-2 – wersja transportowa dla US Navy.

## Użytkownicy
- Aero California – CV-340
- Aeroméxico – CV-340
- Aeroquetzal – CV-580
- Air Chathams – CV-580
- Air Fiji – CV-580
- Air Freight NZ – CV-580 i CV5800
- Air Tahoma – CV-240 i CV-580
- Allegheny Airlines CV-340, CV-440, CV-540 i CV-580
- American Airlines
- Ansett Airlines – CV-340, CV-440
- ARCO Aerolíneas Colonia S.A. CV-240, CV-600
- Aspen Airways CV-580
- Cal Sierra Airlines – CV-580
- Continental Airlines
- Delta Air Lines – CV-340 i CV-440
- Desert Air – CV-240
- ERA Aviation – CV-580
- Finnair CV-340 (zmodernizowany do wersji CV440) i CV440
- Frontier Airlines – CV-580
- Garuda Indonesia – CV-240, CV-340 i CV-440
- Hawaiian Airlines – CV-340
- IFL Group – CV-580 i CV5800
- JAT Yugoslav Airlines – CV-340 i CV-440
- Kar-Air – CV-440
- Kelowna Flightcraft Air Charter – CV-580 i CV5800
- KLM – CV-240 i CV-340
- LACSA – CV-340
- Líneas Aéreas Paraguayas (LAP) – 3 CV-240
- Lake Central Airlines – CV-340 i CV-580
- Linjeflyg – CV-340 i CV-440
- Polskie Linie Lotnicze LOT – CV-240
- Nolinor Aviation – CV-580
- North Central Airlines – CV-580
- Northeast Airlines – CV-240
- Northwest Airlines – CV-580
- Pacific Western Airlines – CV-640
- Pan American World Airways
- Pakistan International Airlines – CV-240
- Philippine Airlines – CV-340
- Pionair – CV-580
- Prinair – CV-580
- Republic Airlines – CV-580
- Sabena – CV-240 i CV-440
- SAS – CV-440
- Serviços Aéreos Cruzeiro do Sul – CV-240, CV340
- Swissair – CV-240
- Trans Australia Airlines
- United Airlines
- Varig – CV-240
- Western Airlines